# Política de Aristóteles
Para Aristóteles, la Política no era un estudio de los estados ideales en forma abstracta, sino más bien de un examen del modo en que los ideales, las leyes, las costumbres y las propiedades se interrelacionan en los casos reales, sin embargo, la Política es la principal obra en la que se encuentran sus doctrinas políticas. La biblioteca del Liceo contenía una colección de 158 constituciones, tanto de estados griegos como extranjeros. El propio Aristóteles escribió la Constitución de Atenas como parte de la colección, obra que estuvo perdida hasta 1890, año en que fue recuperada. Los historiadores han encontrado en este texto muy valiosos datos para reconstruir algunas fases de la historia ateniense.
Según Fred Miller, la filosofía política de Aristóteles se basa en cinco principios:
1. El principio de la teleología: la naturaleza tiene un fin, los seres humanos, por tanto, tienen una función (una tarea) que asumir.
2. El principio de perfección: "el bien último o la felicidad (eudaimonia) del ser humano consiste en la perfección, en la plena realización de su función natural, que él ve como el movimiento del alma concedido a la razón".
3. El principio de comunidad: la comunidad más perfecta es la Ciudad-Estado. En efecto, al no ser ni demasiado grande ni demasiado pequeño, corresponde a la naturaleza del hombre y permite alcanzar la buena vida.
4. El principio de gobierno: "la existencia y el bienestar de cualquier sistema requiere la presencia de un elemento gobernante".
5. El principio de la regla de la razón: como Platón, Aristóteles piensa que la parte no racional del hombre debe regirse por la parte racional.

## Naturalismo político

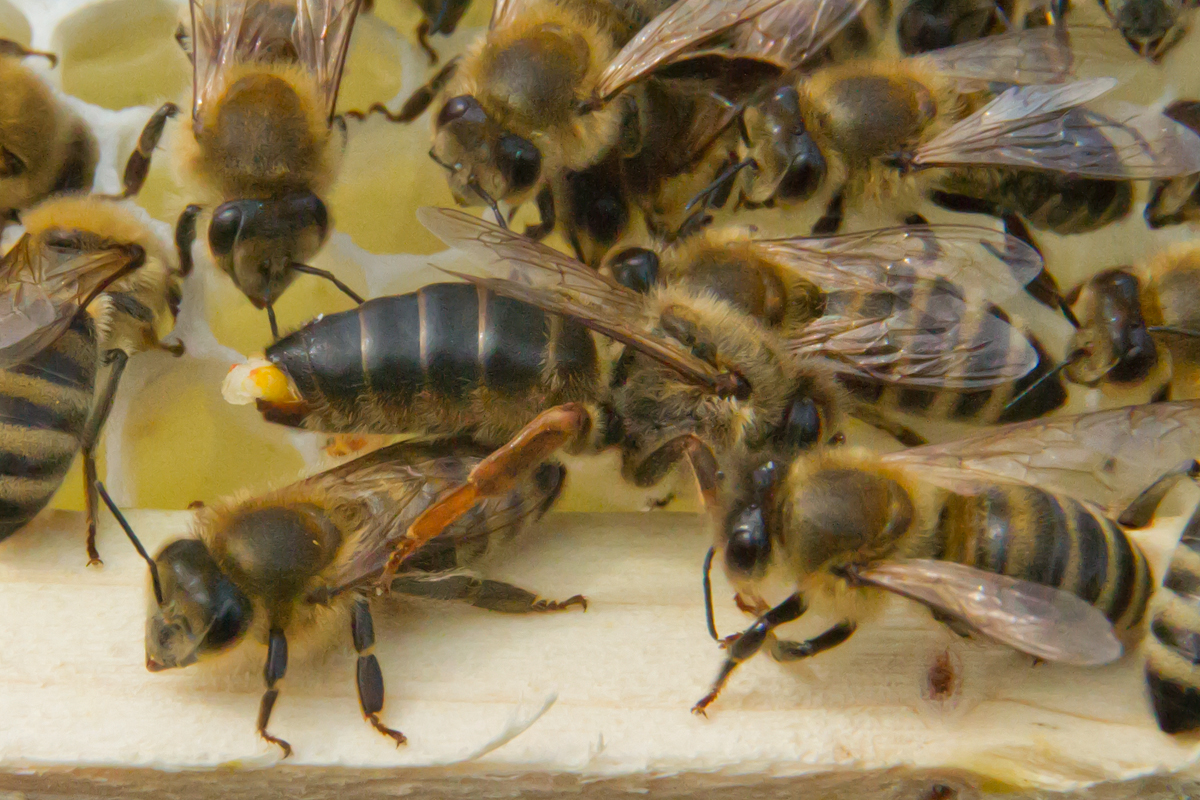
Aristóteles consideró a las abejas y hormigas como "animales políticos".

Aristóteles combina sus observaciones naturalistas con su pensamiento político, precediendo a la etología y sociobiología. Para Aristóteles, el hombre es un "animal político", es decir, un ser que vive en una ciudad (del griego polis). Él ve evidencia en que la naturaleza no hace nada en vano, nos ha dotado de la capacidad de hablar, haciéndonos capaces de compartir conceptos morales como la justicia. En el Libro I de su Política, Aristóteles dice que «lo que es cada cosa cuando se completa su crecimiento lo llamamos la naturaleza de cada cosa» y que «el objeto para el que existe una cosa, su fin, es su principal bien; y la autosuficiencia es un fin y un bien principal».

De todo esto es evidente que la ciudad es una de las
cosas naturales, y que el hombre es por naturaleza un animal social, y que el insocial por naturaleza y no por azar es o un ser inferior o un ser superior al hombre.
Política , I. 1253a 9-10

Además, Aristóteles considera que la ciudad y las leyes son "naturales". Según él, los seres humanos primero se unieron para reproducirse, luego crearon aldeas con "maestros naturales", capaces de gobernar, y "esclavos naturales", utilizados por su fuerza de trabajo. Finalmente, varias aldeas se han unido para formar una ciudad-estado.

## Jerarquía social
Aristóteles tiene una visión jerárquica de la sociedad. Clasifica al hombre libre por encima de otros seres humanos. Para Aristóteles, el macho es por naturaleza superior a la hembra, ante lo cual se le ha acusado de misoginia y sexismo. También excluyó de la ciudadanía a los artesanos, labradores y mercaderes, porque tal vida es innoble y enemiga de la virtud.

La naturaleza ha creado en ella dos partes distintas: la una destinada a mandar, la otra a obedecer, siendo sus cualidades bien diversas, pues que la una está dotada de razón y privada de ella la otra. Esta relación se extiende evidentemente a los otros seres, y respecto de los más de ellos la naturaleza ha establecido el mando y la obediencia. Así, el hombre libre manda al esclavo de muy distinta manera que el marido manda a la mujer y que el padre al hijo.
Política, I 5., 1260a 6-8

### Esclavitud

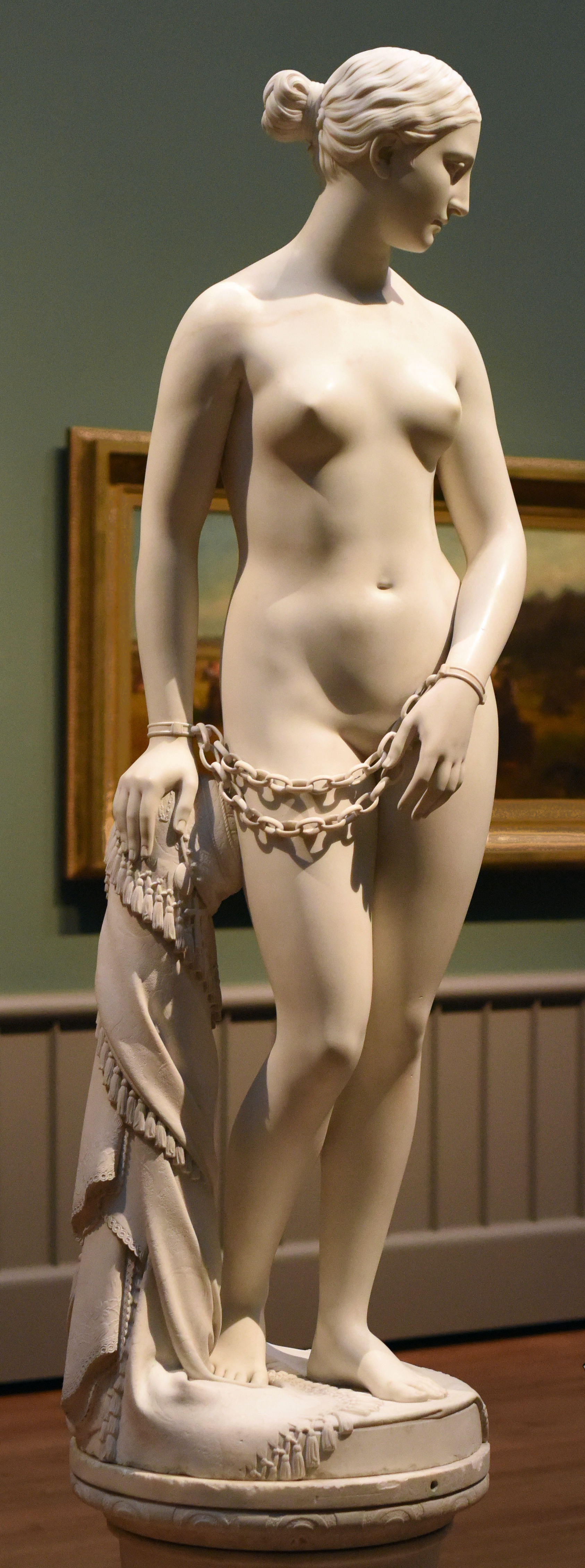
La esclava griega, escultura de mármol de Hiram Powers (1844).

Los antiguos griegos basaron su geografía en la teoría de los cuatro elementos, donde el clima de los lugares son húmedos o secos y calientes o fríos. Aristóteles la teoría a regiones geográficas y argumentó que la geografía determina la capacidad de gobernar. Son los griegos quienes tienen un balance en sus elementos y un buen carácter político a la hora de gobernar en consecuencia.

Las naciones que habitan los lugares fríos y las de Europa están llenas de espíritu pero algo deficientes en inteligencia y habilidad, de modo que continúan relativamente libres, pero carentes de organización política y capacidad para gobernar a sus vecinos. Los pueblos de Asia en cambio son inteligentes y diestros de temperamento, pero les falta espíritu, de modo que están en continua sujeción y servidumbre. Pero la raza griega participa de ambos caracteres, así como ocupa la posición intermedia geográficamente, porque es a la vez vivaz e inteligente; por lo que sigue siendo libre y teniendo muy buenas instituciones políticas, y siendo capaz de gobernar a toda la humanidad si logra la unidad constitucional. La misma diversidad existe también entre las razas griegas comparadas entre sí: algunas tienen una naturaleza unilateral, otras están felizmente mezcladas con respecto a estas dos capacidades.
Política, VII. 1327b 20

Aristóteles justificó la institución económica de la esclavitud y comparó al esclavo con un bien material. Sin embargo Aristóteles no se basó marcadores "raciales" que se usaron en la modernidad. Para él, las diferencias físicas "tenían poco o nada que ver con la determinación del estado servil; eso estaba determinado por la capacidad de participar en el autogobierno". Según Aristóteles, "un esclavo era una mera extensión de la voluntad de su amo". Por una parte hay hombres que pierden su libertad cuando son capturados por aquellos que, en razón de la fuerza, los dominan; estos son los esclavos por convención. Por otra parte, Aristóteles constata que hay hombres incapaces de tomar decisiones certeras sobre la orientación de su vida; a estos les llama esclavos por naturaleza. La naturaleza ha hecho de los cuerpos de hombres libres y los cuerpos de los esclavos sea diferentes pues que el esclavo tiene un cuerpo fuerte para las actividades de servir a su amo.

### Visión de la mujer
La visión aristotélica de la mujer influenció a los pensadores occidentales posteriores, que lo citaron como autoridad hasta finales de la Edad Media, y es por tanto una importante cuestión en la historia de la mujer.

ἔτι δὲ τὸ ἄρρεν πρὸς τὸ θῆλυ φύσει τὸ μὲν κρεῖττον τὸ δὲ χεῖρον, καὶ τὸ μὲν ἄρχον τὸ δ᾽ ἀρχόμενον. τὸν αὐτὸν δὲ τρόπον ἀναγκαῖον εἶναι καὶ ἐπὶ πάντων ἀνθρώπων.
El macho es por naturaleza superior y la hembra inferior; uno gobierna y la otra es gobernada; este principio de necesidad se extiende a toda la humanidad.
Política (1254b 13-15)

Aristóteles consideraba que la mujer estaba sometida al hombre, pero se encontraba por encima de los esclavos. En el libro primero, capítulo 5 de su Política, escribe: «El esclavo está absolutamente privado de voluntad; la mujer la tiene, pero subordinada; el niño sólo la tiene incompleta». Entre los "bárbaros", la hembra y el esclavo tienen la misma posición, y la causa de ello es que no tienen el elemento gobernante, sino que con ellos la sociedad conyugal es una sociedad de esclava y esclavo.
Por otro lado, Aristóteles dio igual peso a la felicidad de las mujeres que a los hombres. Aristóteles escribió que en Esparta, el legislador quería hacer que toda la ciudad (o país) fuera fuerte y moderada, y que cumplió su intención en el caso de los hombres, pero pasó por alto a las mujeres, que vivían en todo tipo de intemperancia y riqueza. Añadió que en aquellos regímenes en los que la condición de las mujeres era mala, se podía considerar que la mitad de la ciudad no tenía leyes. También comentó en su Retórica que las cosas que conducen a la felicidad deben estar tanto en las mujeres como en los hombres.

## Formas de Estado
Aristóteles concibe al Estado como una comunidad de iguales que aspira a la mejor vida posible; una especie de ser natural que no surge como fruto de un pacto o acuerdo, sino que tiene sus raíces en la naturaleza de las cosas. El hombre es un animal social («zoon politikon») que desarrolla sus fines en el seno de una comunidad. La política del hombre se explica por su capacidad del lenguaje, único instrumento capaz de crear una memoria colectiva y un conjunto de leyes que diferencia lo permitido de lo prohibido. Aristóteles creía que ningún Estado debía tener ni cien mil ciudadanos.
El objetivo del Estado no es solo evitar la injusticia o la estabilidad económica, sino más bien permitir al menos a algunos ciudadanos la posibilidad de vivir una buena vida y realizar actos hermosos: "La asociación política debe considerarse, por lo tanto, como por el bien de acciones nobles, no por el bien de vivir juntos". Esto se distingue de los enfoques modernos, comenzando con el contrato social, según la cual los individuos abandonan el estado de naturaleza debido al "miedo a la muerte violenta" o sus "inconvenientes".
Expuso en la Política la teoría clásica de las formas de gobierno, la misma que sin grandes cambios fue retomada por diversos autores en los siglos siguientes. La célebre teoría de las seis formas de gobierno o constituciones se basa en el número de gobernantes y en la finalidad del régimen político (bien común o bien particular). Los regímenes políticos que buscan el bien común (puros) son:

De los gobiernos unipersonales solemos llamar monarquía al que vela por el bien común; al gobierno de pocos, pero de más de uno, aristocracia (bien porque gobiernan los mejores (áristoi) o bien porque lo hacen atendiendo a lo mejor (áriston) para la ciudad y para los que forman su comunidad); y cuando la mayoría gobierna mirando por el bien común, recibe el nombre común a todos los regímenes políticos: república (politeía) […].

Desviaciones de los citados son: la tiranía, de la monarquía, la oligarquía, de la aristocracia y la democracia, de la república. La tiranía, en efecto, es una monarquía orientada al interés del monarca, la oligarquía, al de los ricos y la demagogia, al interés de los pobres. Pero ninguna de ellas presta atención a lo que conviene a la comunidad
Política, III 7., 1279a-1279b 

Existe para Aristóteles una gradación entre las formas de gobierno. El más perfecto por lo justo pero también por la dificultad de su realización, es la monarquía. Le siguen la aristocracia y la república. La desviación del primer régimen es la peor forma de gobierno: la tiranía, seguido de la oligarquía. La desviación más moderada en cuanto a su corrupción es la democracia.  Aristóteles admite que las constituciones adoptan muchas formas mixtas. Por ejemplo, hay democracias basadas en agricultores, democracias basadas en el estado de nacimiento, democracias en las que todos los hombres libres pueden participar en el gobierno, etc.

## Naturaleza de los gobernantes

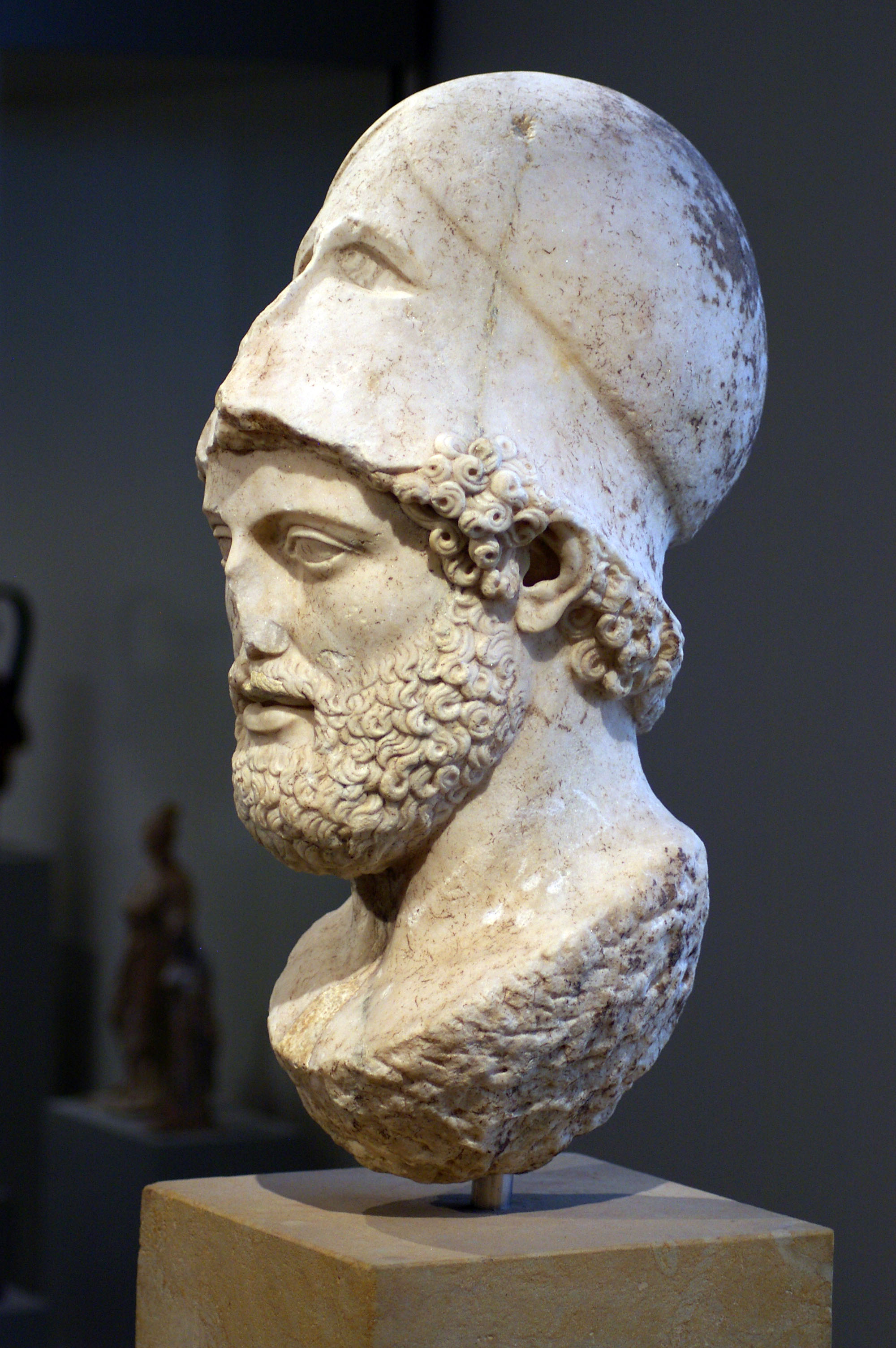
"[S]i consideramos a Pericles y a los personajes de esta condición como prudentes, es porque son capaces de ver lo que es bueno para ellos y para los hombres que ellos gobiernan."

Aristóteles considera que el fin que busca el hombre es la felicidad, que consiste en la vida contemplativa. La ética desemboca en la política. La ética es parte de la ciencia política para poder formar gobernantes virtuosos. La ética aristotélica es una ética elitista: para él, la plena excelencia solo puede ser alcanzada por el varón adulto y maduro perteneciente a la clase alta y no por las mujeres, los niños, los «bárbaros o «mecánicos» asalariados.

[...] todos estamos de acuerdo en que el hombre más excelente debe gobernar, es decir, el supremo por naturaleza, y que la ley gobierna y solo tiene autoridad; pero la ley es un tipo de inteligencia, es decir, un discurso basado en la inteligencia. [...] Y dado que todo el mundo elige sobre todo lo que se ajusta a sus propias disposiciones apropiadas [...], está claro que el el hombre inteligente elegirá sobre todo ser inteligente; porque esta es la función de esa capacidad. Por lo tanto, es evidente que, según el juicio más autorizado, la inteligencia es suprema entre los bienes.
Protréptico, VI, 39.9-40.11

El mejor individuo, según Aristóteles, debe tener amor propio y no menospreciar sus propios méritos. El debe ser bueno con grandeza en cada virtud, siendo honorado por los demás, mostrándose moderadamente satisfecho, pues no hay mayor puede ofrecérsele. Es señal de hombre magnánimo no pedir nada, pero prestar ayuda pronta y ser digno con la gente que goza de alta posición, pero modesto con los clases medias. No obstante, no hablará de sí mismo ni de otros, ya que no se preocupa de ser alabado ni censurado.

## Politeia
Aristóteles se refiere a una forma de gobierno mixto “democrático-aristocrático” llamado Politeia. Los ciudadanos se repartirían las tierras y los esclavos las cultivarían. Aristóteles opta por una "clase media", permitiendo que los ciudadanos vivan en ocio cumpliendo sus profesiones (jueces, mercaderes, sacerdotes).

Es evidente que el régimen de tipo medio es el mejor, pues es el único libre de sediciones. Donde la clase media es numerosa es donde menos se producen sediciones y discordias entre los ciudadanos. Y las grandes ciudades están más libres de sediciones por la misma causa, porque la clase media es numerosa; en cambio, en las pequeñas es más fácil que todos los ciudadanos se dividan en dos clases, de modo que no quede nada en medio de ellas, y casi todos o son pobres o ricos.
Política, 1296a, 13-14

## Guerra justa
Los principios de guerra justa están presentes en las obras de Platón y Aristóteles. En Aristóteles, la esclavitud es conveniente y justa, pues el esclavo ha de ser naturalmente inferior al amo, los cuales no debían ser griegos sino de otras razas.

## Economía
Aristóteles usó la palabra economía para referirse a la administración de la casa y el hogar. Para referirse a problemas que nosotros consideramos económicos, él utilizó la palabra griega crematística. Aunque no analizó los problemas económicos en detalle, sí hizo contribuciones sustanciales al pensamiento económico, especialmente al pensamiento en la Edad Media.
En su Política, Aristóteles aborda la ciudad, la propiedad y el comercio. Su respuesta a las críticas de la propiedad privada, según la opinión de Lionel Robbins, anticipó a los defensores posteriores de la propiedad privada entre los filósofos y los economistas, en relación con la utilidad general de los arreglos sociales. Aristóteles creía que aunque los acuerdos comunales pueden parecer beneficiosos para la sociedad, y que a pesar de que a la propiedad privada se le atribuye a menudo la lucha social, tales males provienen de la naturaleza humana. En la Política se ofrece una de las primeras explicaciones del origen del dinero. El dinero entró en uso porque las personas se volvieron dependientes unas de otras, importando lo que necesitaban y exportando el excedente. Para mayor comodidad, las personas acordaron negociar algo útil y fácilmente aplicable, como el hierro o la plata.
En la Ética a Nicómaco, Aristóteles diferencia la justicia distributiva ( διανεμητικός / dianemetikos ) que trata de la forma en que se distribuyen los honores, los bienes y otros, y la justicia correctiva ( διορθωτικός / diorthotikos). En el primer caso, la justicia no consiste en una distribución equitativa entre personas desiguales, sino en un equilibrio percibido como justo. En el segundo caso, el de la justicia correctiva, el Estagirita distingue entre intercambios voluntarios e involuntarios. En el caso de un canje involuntario, la justicia solo interviene si ha habido fraude y no tiene que buscar si ha habido un precio justo.
Aristóteles fundó las bases de la teoría del valor, diferenciando entre el valor de uso, el cual es la capacidad presente en la naturaleza de un objeto; del valor de cambio, que es el cálculo recíproco por el que se puede cambiar una cosa por otra. Ambos conceptos están presentes en la teoría del valor-trabajo.

"[C]ada objeto de propiedad tiene un doble uso. Ambos usos son del mismo objeto, pero no de la misma manera; uno es el propio del objeto, y el otro no. Por ejemplo, el uso de un zapato: como calzado y como objeto de cambio. Y ambos son utilizaciones del zapato. De hecho, el que cambia un zapato al que lo necesita por dinero o por alimento utiliza el zapato en cuanto zapato, pero no según su propio uso, pues no se ha hecho para el cambio."
Política, I, 1257a, 2-4

Aristóteles advierte además que la relación de valor implica a su vez el hecho de que una cosa se equipare cualitativamente a otra, y que sin tal igualdad de esencias no se podría establecer una relación recíproca. Esta igualación no puede ser sino un mero "arbitrio para satisfacer la necesidad práctica". El filósofo y economista Karl Marx concluyó en El Capital: “La brillantez del genio de Aristóteles se demuestra solo con esto, que descubrió, en la expresión del valor de las mercancías, una relación de igualdad", pero carecía del "concepto de valor" del trabajo humano como "un algo igual, en la medida en que esto representa en ambos" porque "la sociedad griega se fundaba en el trabajo esclavo y por consiguiente su base natural era la desigualdad de los hombres y de sus fuerzas de trabajo", lo que "le impedían descubrir lo que, 'en verdad', estaba en el fondo de esta igualdad”.

"Puede representarse esta reciprocidad proporcional de servicios por una figura cuadrada, en la que se combinen los términos opuestos en el sentido de la diagonal. Sea, por ejemplo, el arquitecto A, el zapatero B, la casa C, el calzado D. El arquitecto recibirá del zapatero la obra que es propia del zapatero; y en cambio, le dará la obra que él mismo hace. Si hay desde luego entre los servicios cambiados una igualdad proporcional, y en seguida hay reciprocidad de buenos servicios, las cosas pasarán como ya he dicho. De otra manera, no hay ni igualdad, ni estabilidad en las relaciones; porque puede suceder que la obra del uno valga más que la del otro, y es necesario igualarlas. Esta regla tiene aplicación en todas las demás artes, las cuales serían imposibles si, de una parte, el agente que debe producir no obrase con cierta medida y de cierta manera, y si, de otra, el ser que debe sufrir la acción no la sufriese en una medida y de una manera determinadas. Realmente no hay relaciones posibles entre dos agentes semejantes, entre dos médicos; pero hay posibilidad de relaciones comunes entre un médico, por ejemplo, y un agricultor; y en general, entre gentes que son diferentes, que no son iguales, y que es preciso que se igualen entre sí, para que puedan entrar en tratos."
Ética nicomaquea, V, 1133a, 530

Aristóteles tenía una opinión desfavorable del comercio minorista, ya que creía que era antinatural, pues al contrario del uso del dinero para obtener las cosas que uno necesita para administrar el hogar, el comercio minorista busca solo obtener ganancias. Por lo tanto, utiliza los bienes como un medio para un fin, más que como un fin en sí mismo. De manera similar, Aristóteles consideró que la ganancia a través del interés era antinatural, ya que obtiene una ganancia del dinero en sí y no de su uso. En la Política, afirma claramente que el dinero solo debe usarse para facilitar el intercambio de bienes:

"[...] el cambio puede aplicarse a todas, teniendo su origen, en un principio, en un hecho natural: en
que los hombres tienen unos más y otros menos de lo necesario. De ahí que es evidente también que el comercio de compra y venta no forma parte de la crematística por naturaleza, pues entonces sería necesario que el cambio se hiciera para satisfacer lo suficiente.
Política, I, 1257a, 4-5

"Y muy razonablemente es aborrecida la usura, porque, en ella, la ganancia procede del mismo dinero, y no de aquello para lo que éste se inventó. Pues se hizo para el cambio; y el interés, al contrario, por sí solo produce más dinero. De ahí que haya recibido ese nombre, pues lo engendrado es de la misma naturaleza que sus generadores, y el interés es dinero de dinero; de modo que de todos los negocios, éste es el más antinatural."
Política, I, 1258b, 5-11

El filósofo hizo un resumen de la función del dinero que quizás fue notablemente precoz para su época. Él escribió que debido a que es imposible determinar el valor de cada bien a través del conteo de la cantidad de otros bienes que vale la pena, surge la necesidad de un único estándar universal de medición. Así, el dinero permite la asociación de diferentes productos y los hace "conmensurables". Él dice que el dinero también es útil para futuros intercambios, por lo que es una especie de seguridad. Es decir, "si no queremos algo ahora, podremos obtenerlo cuando lo queramos". Aristóteles reconoce explícitamente la necesidad económica de la esclavitud en un momento en que no existía la industrialización.
De Esparta criticó sus políticas económicas, a la desigualdad de distribución de la propiedad y a su militarismo, producto de seguir las leyes de Licurgo, responsables de su decadencia. También criticó el comunismo de Platón, que rechaza la propiedad privada para la clase de los gobernantes y la de los guardianes, lo cual es "evidentemente preferible, que la propiedad sea particular, y que sólo mediante el uso se haga común."

## Pedagogía

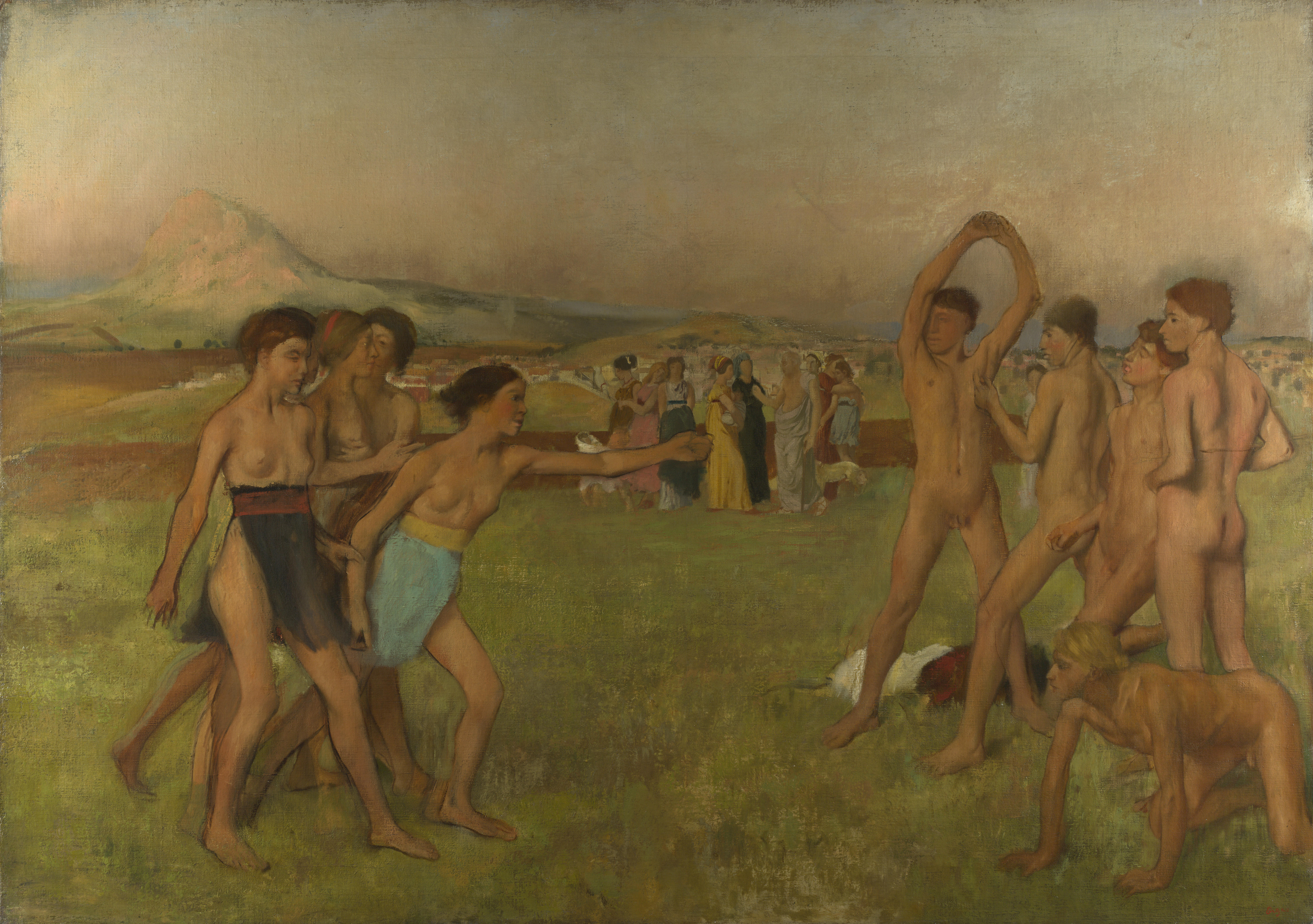
Jóvenes espartanos haciendo ejercicio por Edgar Degas.

Aristóteles dedica varios capítulos de su Política a la educación. Considera que la educación de los niños debe ser uno de los principales objetivos del cuidado del legislador y la educación debe ser única e idéntica para todos sus miembros. La educación de los niños y las mujeres debe estar en armonía con la organización política. Sin embargo es el Estado quien se hace cargo de la educación de sus ciudadanos, ya que éstos les pertenece en lugar de ser dueños de ellos mismos. Los niños tendrían que enseñarseles a leer, escribir y a aprender la utilidad de las artes y el deporte con moderación. Pero el propósito de la educación es la virtud.
Los niños deben tener oportunidad de dedicarse a la educación, ya que es un ensayo de los trabajos que deberán realizar en el futuro. También sugirió en no reprimir las emociones de los niños, porque son un medio que favorece el desarrollo y representa un ejercicio para el cuerpo. «Las raíces de la educación son amargas» escribió, «pero sus frutos son dulces». «El hombre cultivado es superior al que carece de formación, igual que el ser vivo es superior al muerto.» El placer es importante en la educación moral, porque inclina nuestro apetito. La clave de la educación moral, para Aristóteles, está en educar el modo de complacerse y, por tanto, el modo de desear.
Aristóteles critica a Atenas porque esta ciudad no "entendió que la educación no era solo un problema político, sino quizás el más importante". Para Aristóteles el Estado debe tener control de carácter eugenésico a las familias, ya que ellas son la esencia misma de la ciudad, argumentando a favor del aborto en casos de sobrepoblación y el infanticidio en los casos en que el niño sea deforme.